# Чернигово
Черни́гово (болг. Чернигово) — село в Кирджалійській області Болгарії. Входить до складу общини Ардино.

## Населення
За даними перепису населення 2011 року у селі проживали 68 осіб, з них 65 осіб (97,0%) — турки.
Розподіл населення за віком у 2011 році:
Динаміка населення: